# Voster ATS Team
Voster ATS Team (UCI kód: VOS) je polský cyklistický UCI Continental tým, jenž vznikl v roce 2016 jako amatérský.

## Soupiska týmu
K 16. červnu 2022
- Paweł Cieślik (POL) (* 12. dubna 1986)
- Mateusz Grabis (POL) (* 24. srpna 1994)
- Mateusz Kostański (POL) (* 3. května 1999)
- Szymon Krawczyk (POL) (* 8. srpna 1998)
- Jakub Murias (POL) (* 20. března 1998)
- Damian Papierski (POL) (* 26. ledna 2000)
- Krzysztof Parma (POL) (* 8. března 1987)
- Maciej Paterski (POL) (* 12. září 1986)
- Kacper Peret (POL) (* 12. prosince 2002)
- Filip Prokopyszyn (POL) (* 10. srpna 2000)
- Szymon Rekita (POL) (* 5. ledna 1994)
- Artur Sowiński (POL) (* 29. ledna 1997)
- Patryk Stosz (POL) (* 15. července 1994)

## Vítězství na národních šampionátech
2021
 Polský silniční závod, Maciej Paterski